# Irene Bordoy García
Irene Bordoy García (Palma de Mallorca, 16 de diciembre de 1940) es una pintora mallorquina.
Cursa estudios de dibujo, pintura y música e ingresa en la Academia de Bellas Artes de San Jorge de Barcelona.
Su primer trabajo es para la empresa de estampas Ancora. Después ingresa como dibujante en la agencia de publicidad Iberinter de la cual más tarde se convierte en Directora Artística.
En 1970 crea su propia agencia de publicidad, Bordoy Campeador en la que trabaja como grafista e ilustradora. A partir de la década de los ochenta se dedica a ilustrar libros infantiles y juveniles. Ha realizado diversas exposiciones de sus pinturas.

## Obra
- Nube de noviembre
- Mi primer libro de ópera. Diez óperas contadas para niños
- La clase (1989)
- Cuando como (1990)
- Cuando estoy enfermo (1993)
- Cuando me lavo (1990)
- Cuando me visto (1990)
- Cuatro partes del día (1987)
- El anochecer (1987)
- La mañana (1987)
- La noche (1987)
- La tarde (1987)
- Las fresas (2004)
- Historias para explicar antes de bañarse (2002)
- El jardín (1993)
- Mamá oca y el pastel (2000)
- Mamá oca y la tormenta (2000)
- Mama oca y la luna (2000)
- Mama oca y las vocales (2000)
- Manual del carnaval (1993)
- La mañana (1993)
- Mi calle (1988)
- Mi casa (1988)
- Mi colegio (1993)
- Mi escuela (1988)
- Mi jardín (1988)
- Mi primer día de colegio (1989)
- El patito feo (2010)
- Querouak (1988)
- El recreo (1989)
- Salimos de la escuela (1989)
- La sirenita (2005)

## Premios
- Accésit Premio Lazarillo de Ilustración 1985, por El conill.